# Aires protégées de Pologne

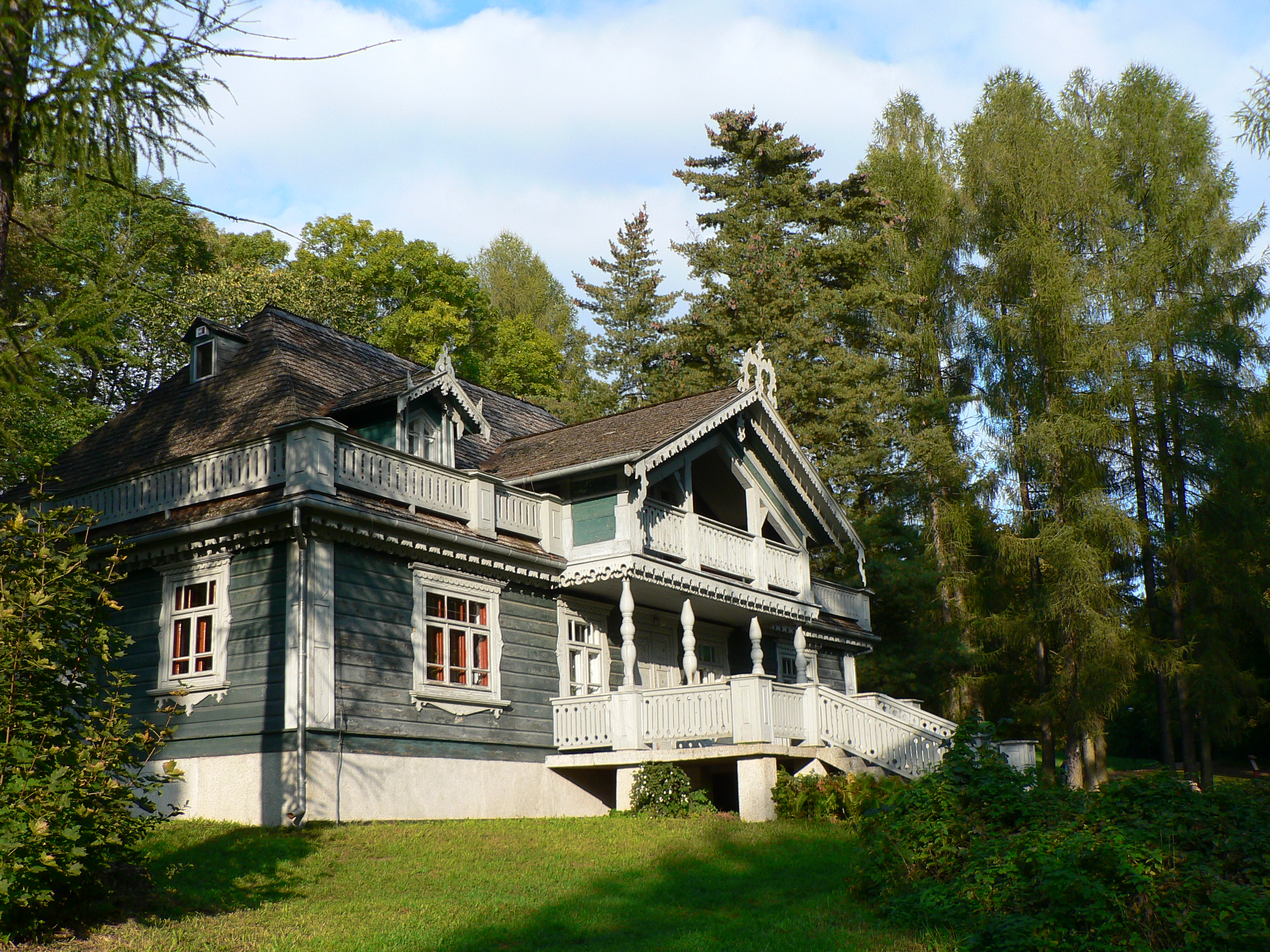
Centre d'Éducation à la Nature du Parc National de Białowieża, Pologne

Selon la loi sur la protection de la nature promulguée le 16 avril 2004, la Pologne compte dix outils de protection de l’environnement, dont neuf concernent la classification des aires protégées et un permet une protection de certaines espèces. Le pays compte également les sites protégés par des accords internationaux, comme zones de la convention de Ramsar, ou réserves de biosphère. La première loi de protection de la nature date de 1934, mais les premiers décrets royaux concernant la protection des ressources naturelles datent de l’époque médiévale. 

## Liste des 10 outils de la Loi sur la protection de la nature (2004)

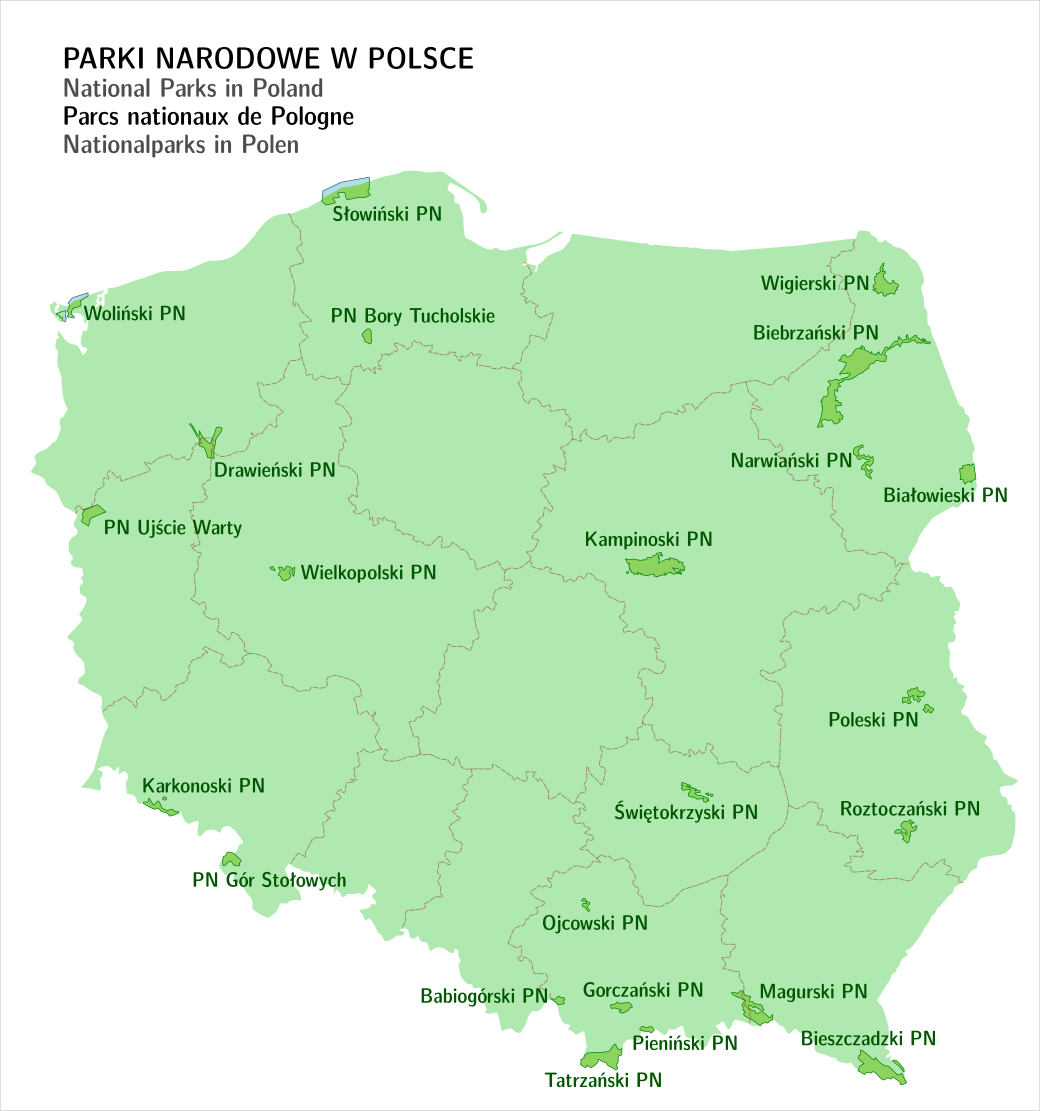
Carte des parcs nationaux en Pologne.

| Type                                                    | Nom polonais                                 | Nombre |
| ------------------------------------------------------- | -------------------------------------------- | ------ |
| Parc national                                           | Park narodowy                                | 23     |
| Réserve naturelle                                       | Rezerwat przyrody                            | 1490   |
| Parc paysager                                           | Park krajobrazowy                            | 122    |
| zone de protection paysagère                            | Obszar chronionego krajobrazu                | 383    |
| Zone Natura 2000                                        | Obszar NATURA 2000                           | 987    |
| Monument naturel                                        | Pomnik przyrody                              | 36510  |
| Site de documentation                                   | Stanowisko dokumentacyjne                    | 166    |
| Site écologique                                         | Użytek ekologiczny                           | 7130   |
| Ensemble naturel et paysager                            | Zespół przyrodniczo-krajobrazowy             | 339    |
| Protection des espèces végétales, animales et fongiques | Ochrona gatunkowa roślin, zwierząt i grzybów |        |

## Parcs nationaux

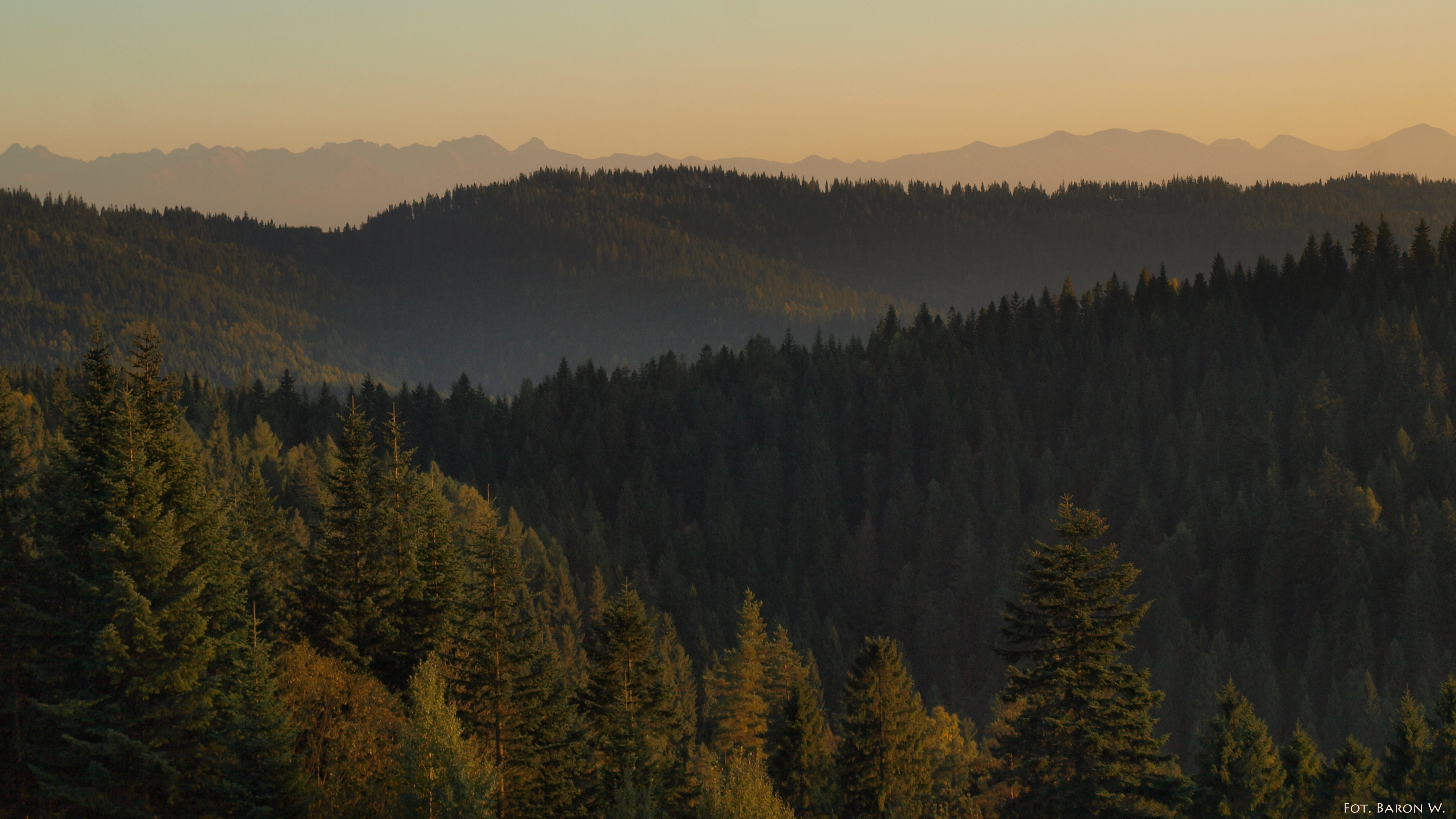
Parc national de Gorce

Un parc national (pl. park narodowy) polonais doit avoir une superficie supérieure à 1 000 ha (10 km²), et protéger la biodiversité et  les paysages naturels. Les parcs sont ouverts au public et doivent conduire des activités de sensibilisation. Autour des parcs on déclare une zone tampon. En 2017 la Pologne comptait 23 parcs nationaux couvrant 314 699,9 ha,.

## Réserves naturelles (intégrales et gérées)

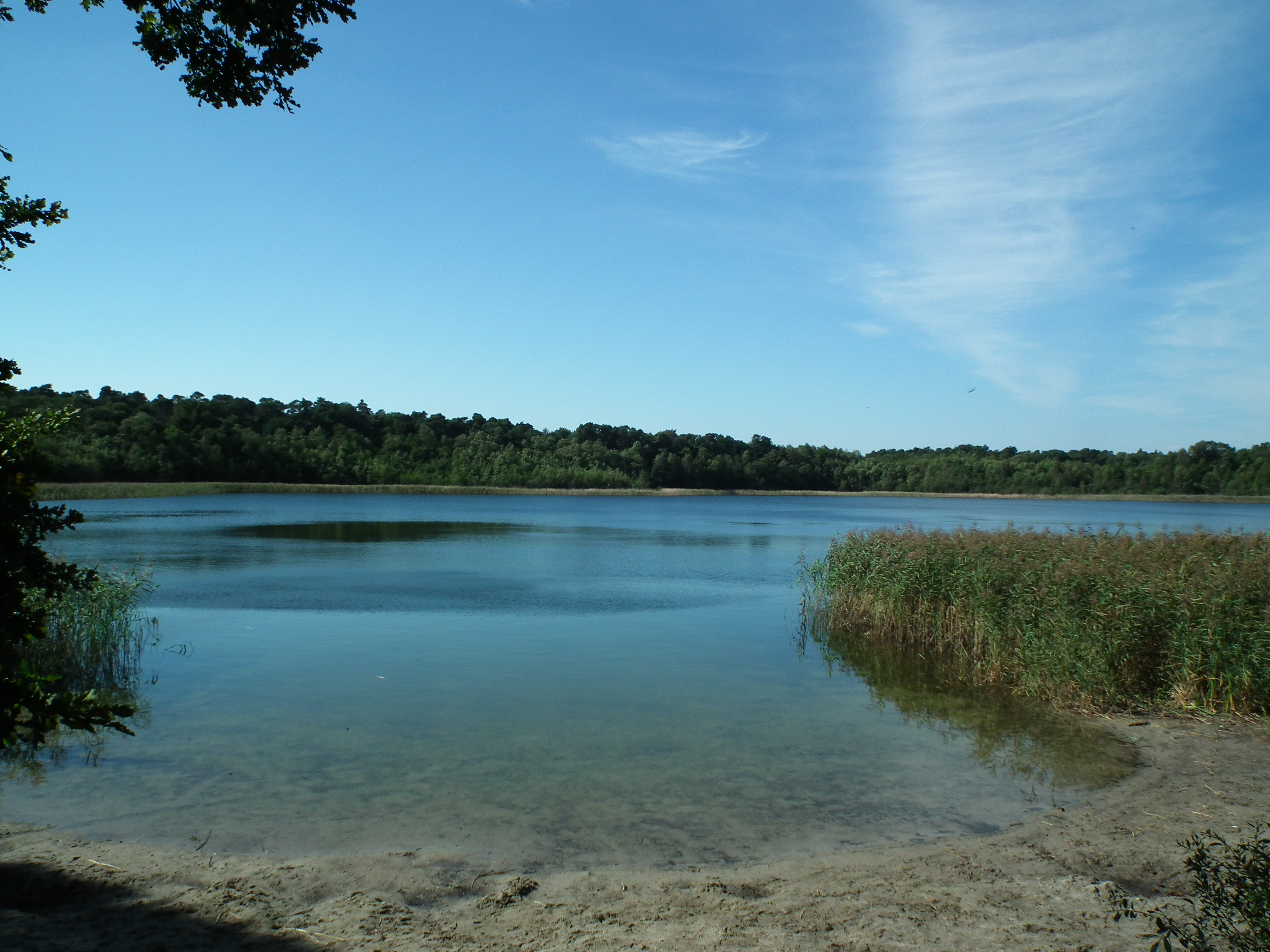
Reserve naturelle lac de Dębiniec près de Pobiedziska

Une réserve naturelle (pl. rezerwat przyrody) est un espace naturel, semi-naturel, habitat, ou formation géologique remarquable. Au 31 décembre 2015 on comptait 1490 réserves naturelles couvrant 166 918,9 ha, dont 5 792 ha sur la protection intégrale. 

## Parcs paysagers

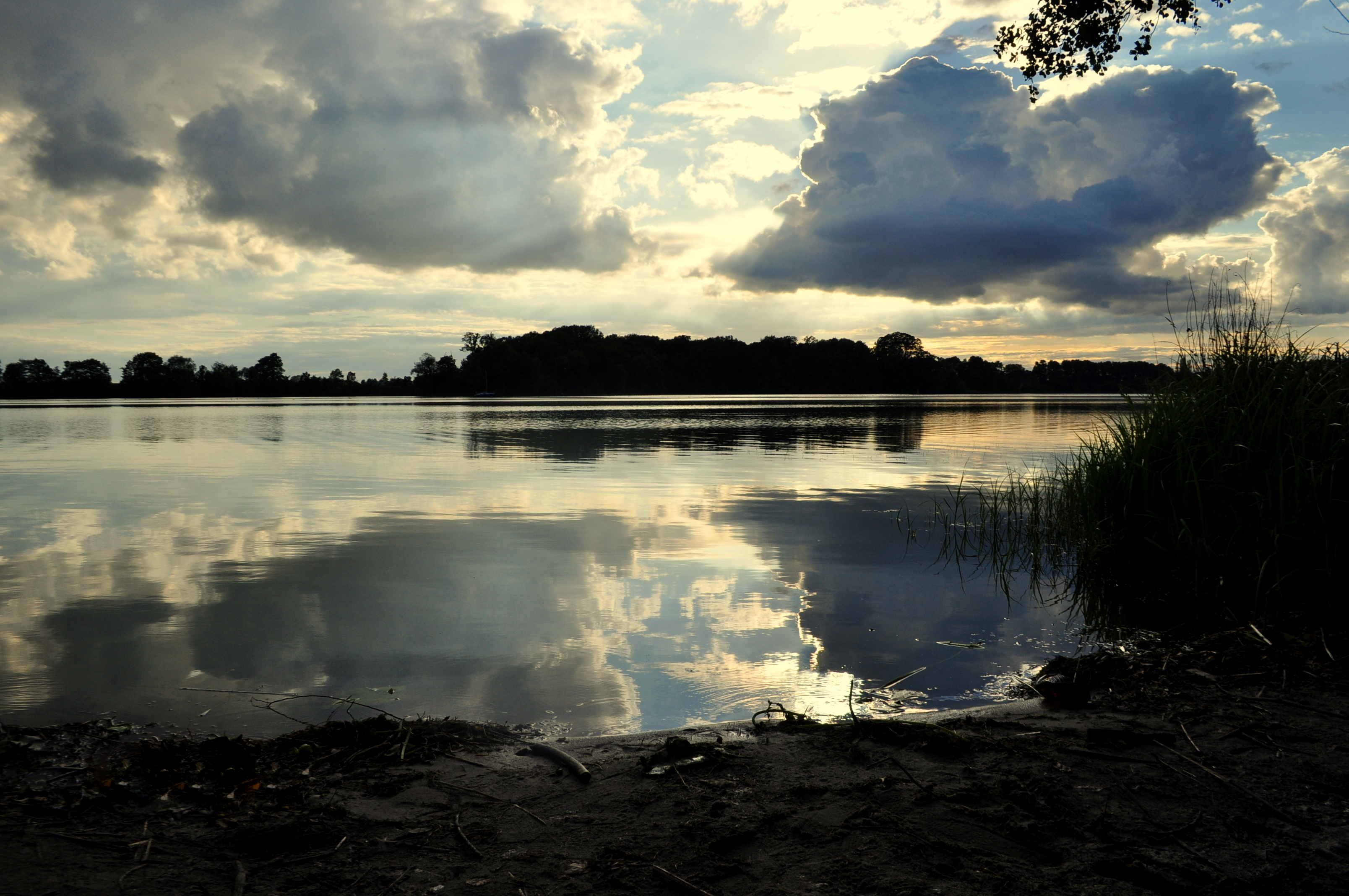
Lac Gopło protégé par un parc paysager, une réserve naturelle et site Natura2000

Un parc paysager (pl. park krajobrazowy) a pour l’objectif la protection des paysages naturels, historiques et culturels pour les préserver pour les générations futures en un mode de développement durable. Au 31 décembre 2015 on comptait 122 parcs paysagers couvrant 2 606 092,2  ha. Ils sont l’équivalent des parcs naturels régionaux de France.

## Zones de protection paysagère
Une zone de protection paysagère (pl. obszar chronionego krajobrazu) est un espace de paysage distinguable, ayant un rôle de corridor biologique ou de loisir. Au 31 décembre 2015 on comptait 383 zones couvrant 7 093 910,5  ha.

## Zones du réseau Natura 2000
Le réseau européen Natura 2000 est reconnu par la loi polonaise.
Le réseau Natura 2000 rassemble des sites naturels ou semi-naturels de l'Union européenne ayant une grande valeur patrimoniale, par la faune et la flore exceptionnelles qu'ils contiennent.
En décembre 2018, la Pologne comptait 987 sites dont :
- 145 zones de protection spéciale (ZPS) pour les oiseaux sur une superficie de 55 617 km2 ;
- 849 zones spéciales de conservation (ZSC) (dont les pSIC, SIC) pour les habitats et les espèces sur une superficie de 38 526 km2.

La superficie totale est de 68 401 km2, ce qui représente 19,6 % de la surface terrestre et marine du territoire de la Pologne.

### Cartographie des sites Natura 2000 de la Pologne
- [image] Carte des sites Natura 2000 (SIC, ZSC + ZPS) de la Pologne, décembre 2017 (haute définition), Source

## Monuments naturels

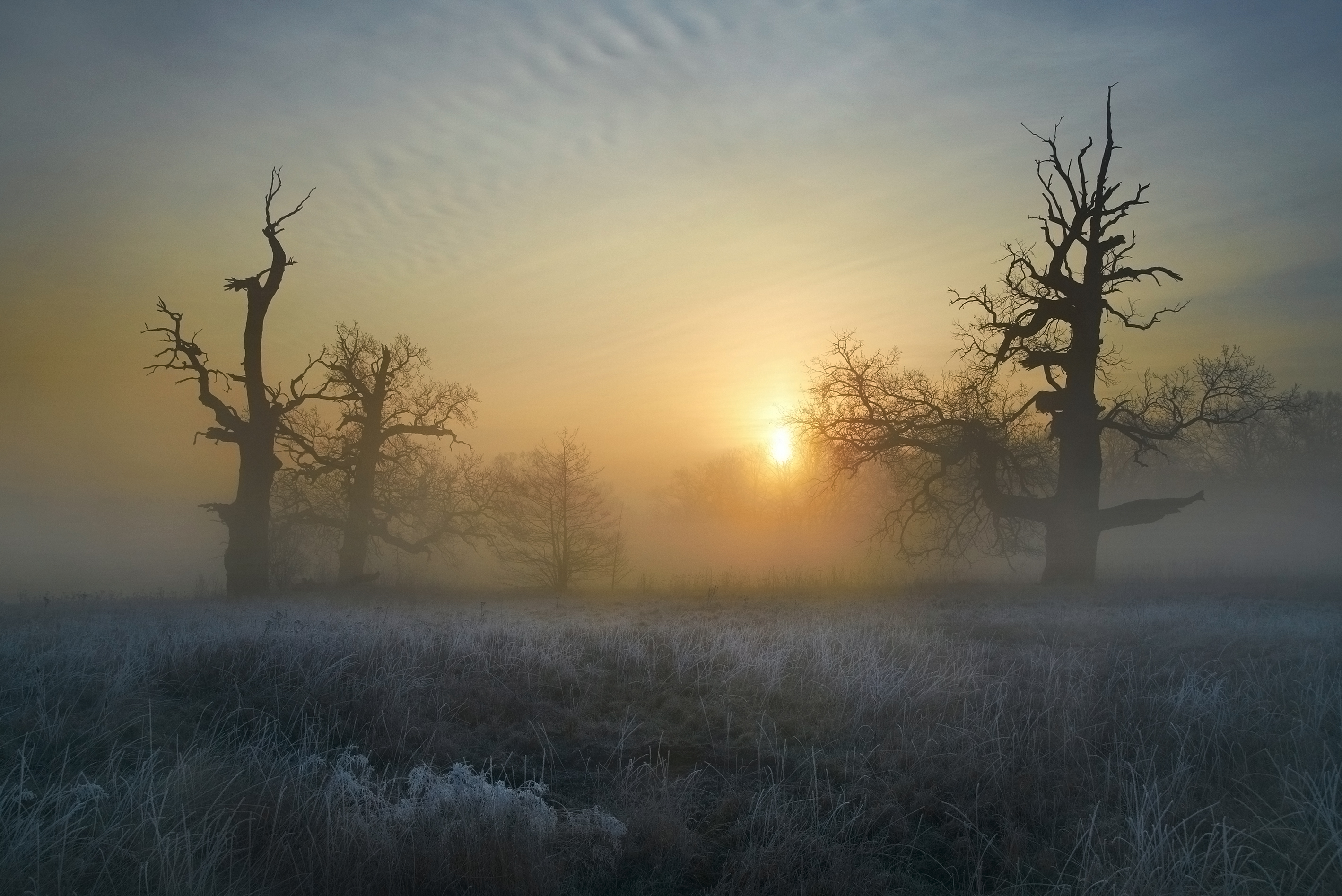
Chênes de Rogalin près de Poznań est la plus grande concentration des chênes monumentaux d’Europe (1435 dont 860 declarés monuments naturels)

Un monument naturel (pl. pomnik przyrody) est un élément issu de la nature, singulier ou un groupement, ayant une valeur exceptionnelle. Au 31 décembre 2015 on comptait 36 510 monuments naturels en Pologne, dont 29 982 arbres singuliers, 3 780 groupements d'arbres, 762 allées, 1 091 blocs erratiques, 303 rochers et grottes, 592 autres (arbustes, sources, chutes d’eau, résurgences, ravins, etc).

## Site de documentation
Un site de documentation (pl. stanowisko dokumentacyjne) est une formation géologique importante en raison de ses valeurs scientifiques ou didactiques. Au 31 décembre 2015 on comptait 166 sites.

## Site écologique
Un site écologique (pl. użytek ekologiczny) est un petit fragment d’écosystème important en raison de la préservation d’un écosystème, comme buisson, étang, etc.  Au 31 décembre 2015 on comptait 7 130 sites écologiques couvrant 52 340,2 ha.

## Ensemble naturel et paysager
Un ensemble naturel et paysager (pl. zespół przyrodniczo-krajobrazowy) est un fragment de paysage naturel ou culturel important en raison de ses valeurs esthétiques et paysagères. Au 31 décembre 2015 on comptait 339 ensembles couvrant 112 393,4 ha.

## Espèces protégées
Une espèce protégée (pl. gatunek chroniony) est une espèce végétale ou animale qui bénéficie d'un statut de protection légale. On distingue la protection totale et saisonnière. La loi permet de définir une zone de protection des lieux particulièrement importants pour la préservation d’une espèce. 

## Conventions internationales

### Sites Ramsar
La Convention de Ramsar, officiellement Convention relative aux zones humides d'importance internationale particulièrement comme habitats des oiseaux d'eau, est un traité international adopté en 1971 pour la conservation et l’utilisation durable des zones humides. En janvier 2020, le pays compte 19 sites Ramsar, couvrant une superficie de 1 528,31 km2. 

### Réserves de biosphère de l'UNESCO

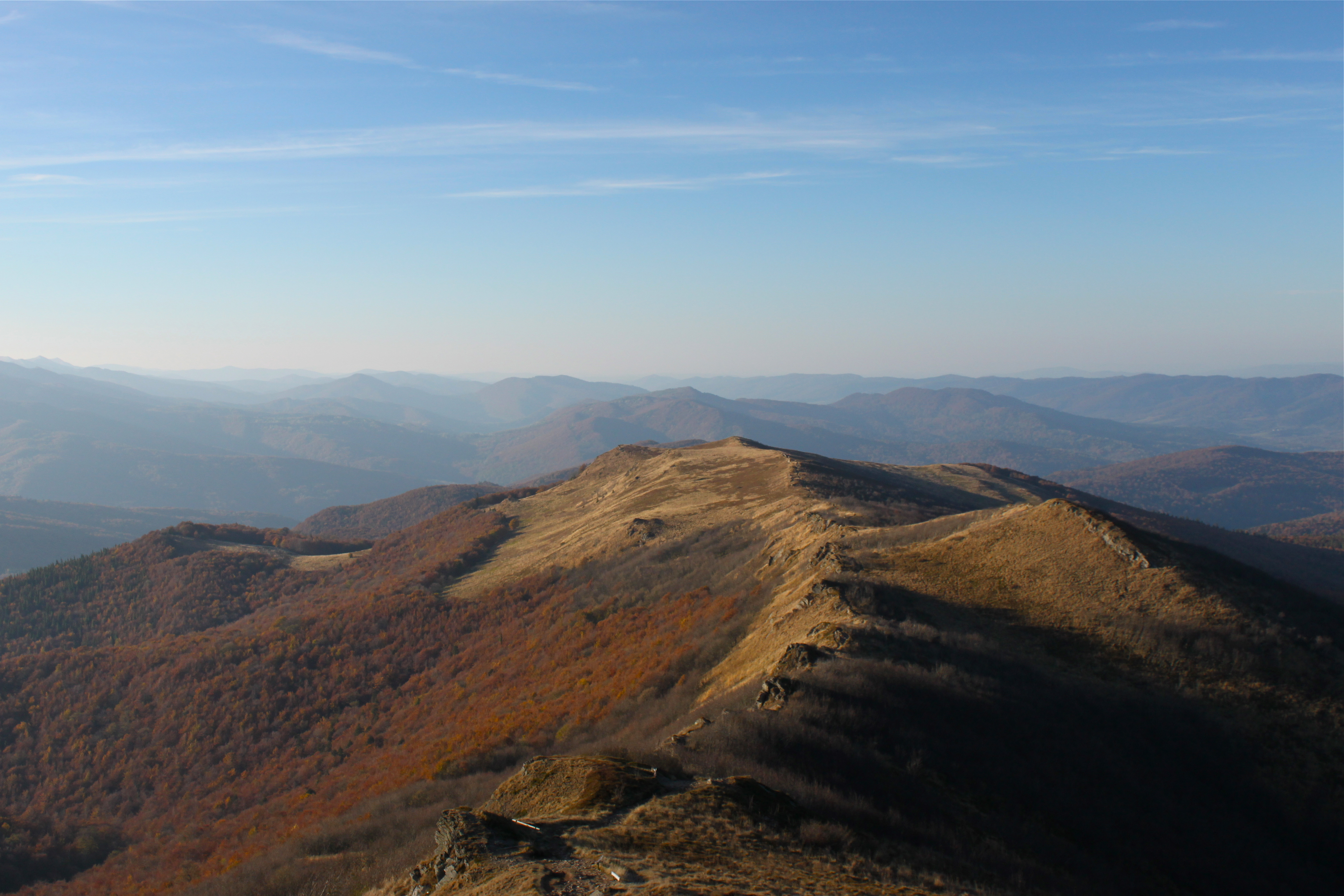
Bieszczady sont protégées par un parc national et une réserve de biosphère transfrontalière des Carpates Orientales

Une réserve de biosphère est une zone modèle conciliant la conservation de la biodiversité et le développement durable. En Pologne il y a 10 réserves de biosphère, dont 4 sont transfrontières.

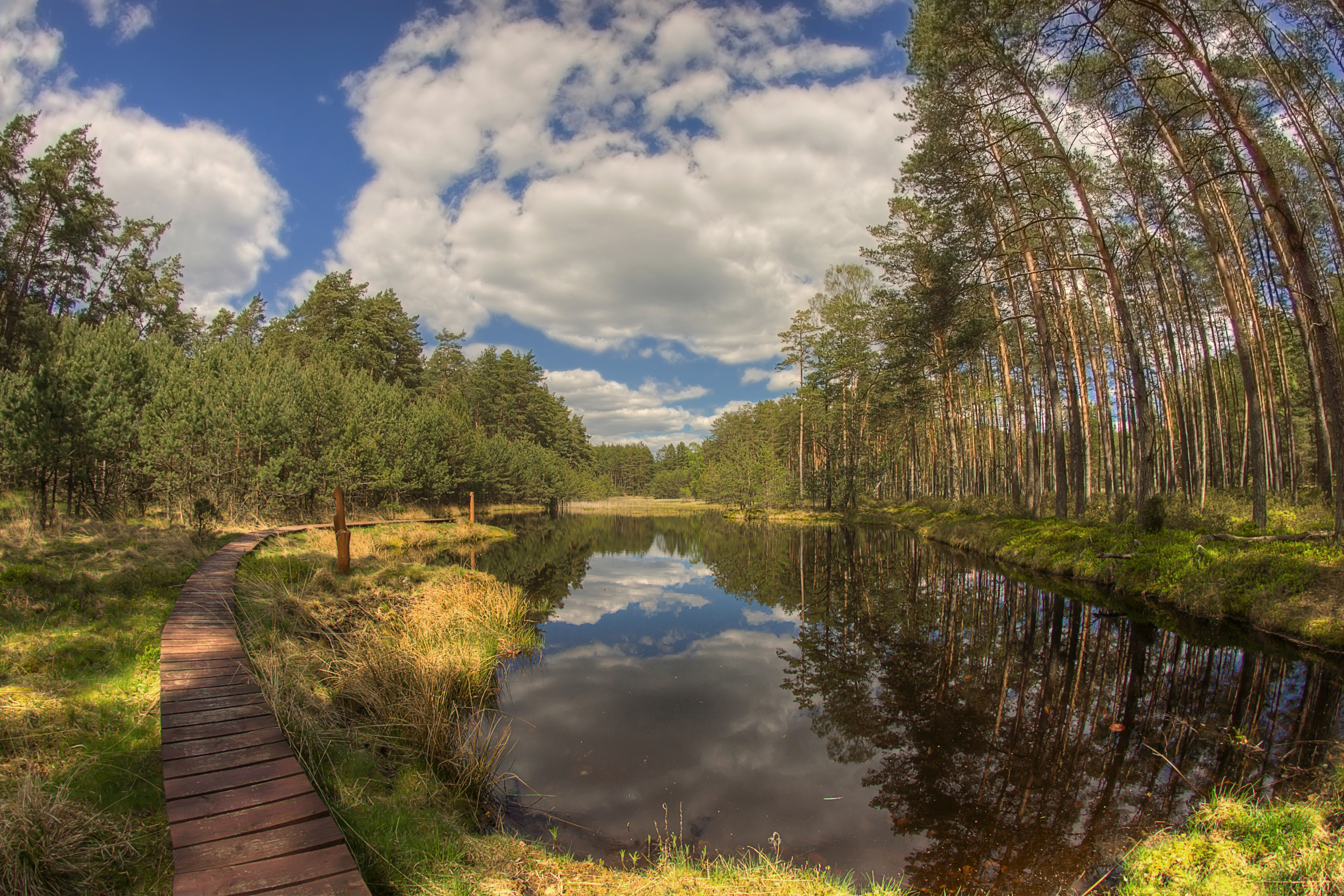
Lac Wielkie Gacno dans le parc national de la forêt de Tuchola, site Natura 2000 et réserve de biosphère Forêt de Tuchola